# آلکوئین
آلکوئین از یورک (به انگلیسی: Alchoin, Alhwin, Ealhwine یا Alcuin of York) یا به لاتین: فلاویوس آلبینوس آلکوئینوس (لاتین: Flaccus Albinus Alcuinus) (ح. 735 – ۱۹ مه ۸۰۴) پژوهشگر، کشیش و شاعر اهل یورک انگلستان بود. آموزگار او در یورک کسی به نام اِگبرت بود. در پاسخ به فراخوان شارلمانی وی به دربار کارولنژی‌ها رفت و برای دو دهه-دهه‌های ۷۸۰ و ۷۹۰ میلادی-پژوهشگر، راهنما و آموزگار دربار ایشان بود. او رساله‌های دینی و متعصبانه بسیاری را نگاشت، همچنین شماری شعر و کارهای دستوری از خود به جای گذارد. او در ۷۹۶ میلادی راهب بزرگ سن مارتن در تور شد و تا زمان مرگش هم همان‌جا ماند. در میان شاگردان او بسیاری از خردمندان چیره دوره کارولنژی دیده می‌شد.
او دربرابر شارلمانی که بی‌دینانی را که به کیش مسیحیت نمی‌گرویدند می‌کشت چنین استدلال می‌کرد که تو می‌توانی که آنان را به مسیحیت بگروانی، ولی نمی‌توانی مسیحیت را به آنان با زور بباورانی. اینگونه شارلمانی در ۷۹۷ از کشتن کسانی که به مسیحیت تن در نمی‌دادند پرهیز کرد.

## مدارس انگلیسی

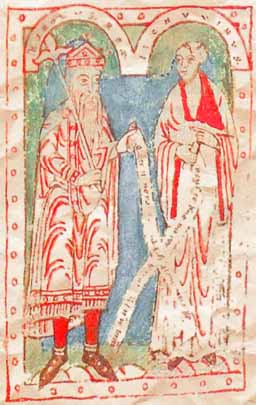
آلکوئین از یورک

در سال ۵۹۷ م بود که آگوستین به عنوان یک مبلغ مذهبی وارد کانتربری شد. دقیقاً حدود ۱ قرن پس از مسیحی شدن ایرلند آن‌ها کتاب‌های محدودی در مورد عبادت و نماز در دست داشتند و تنها با آن کتاب‌ها انگلیس از دانش بهره‌مند نشد، بلکه با حضور ۲ گروه مشخص بود که تا آن حد پیشرفت کرد. یکی از این دو گروه ایرلندها و دیگری اروپائیانی بودند که از رم به انگلیس رفتند. آن‌ها در انگلیس به دانش پرو بال دادند. فرهنگ آنگلو-ایرلندی که از آگوستین استفاده می‌کردند، با تجدید رابطه با روم تقویت شد. در سال ۶۶۹ م بود که تئودور با هادرین به انگلیس آمدند و مدرسه‌ای در کانتربری ایجاد کردند. راهب سنت بید در مورد مدرسه‌ای که این ۲ ایجاد کردند می‌گوید: 
| « | آن‌ها در نهایت ادیبان دینی و دنیوی را آموزش دادند و بدین سان انبوهی از دانش‌آموزان را بدانجا جذب کردند… آموزش مستمعین آن‌ها نه تنها در زمینهٔ کتاب‌های مقدس بود، بلکه هنر و ادبیات، ستاره‌شناسی و محاسبات اصولی را نیز دربرداشت. شاهد این امر، تعدادی از دانش‌آموزان ایشان بودند که هنوز زنده‌اند. آن‌ها زبان لاتین یونانی را همچون زبان مادریشان می‌دانستند. | » |

 مدتی بعد بیسکاپ، راه آن‌ها را ادامه داد و در تشکیل مدارس انگلیس شرکت کرد. او در سال ۶۳۷ م در یرمس و در سال ۶۸۱ م در جارو ۲ صومعه ایجاد کرد و این صومعه‌ها مرکز اصلی آموزش در احیای دانش غربی شدند. هنگامی که این مدرسه ایجاد شد پسرانی که از خاندان‌های مهم شمالی به آنجا سفر کرده‌بودند وارد مدارس شدند و احتمالاً بهترین و بزرگ‌ترین کتابخانه در این مکان و برای آن‌ها بوده است. بهترین دانش‌آموز «آلکوین» نامیده می‌شد. آلکوین از سال ۷۸۲ تا ۷۹۶ م مشاور امور کلیسایی و مدیر مدرسهٔ کاخ هم بود. به دنبال همین رویداد، در سال ۷۸۱ م شارلمان آلکوین را دعوت کرد تا در اکس لاشاپل حاضر شود و اقدامات علمی خود را به انام برساند؛ بنابراین حضور مسیحیت در این کشور باعث رابطه میان مردم با دانش و علم شد؛ البته نباید از تأثیرات مهم ایرلند و اروپا غافل شد. آلکوین به آموزش لاتین خیلی توجه کرد و تقسیم‌بندی‌های دانش‌ها هم طبق نظر کاسیودوروس پذیرفت و در تربیت قرون وسطا این تقسیم‌بندی اساس کار شد.

## کارها
اشعار
- Carmina, ed. Ernst Dümmler, MGH Poetae Latini aevi Carolini I. Berlin: Weidmann, 1881. 160–351.
  - Godman, Peter, tr. , Poetry of the Carolingian Renaissance. Norman, University of Oklahoma Press, 1985. 118–49.
  - Stella, Francesco, tr. , comm. , La poesia carolingia, Firenze: Le Lettere, 1995, pp. 94–96, 152–61, 266–67, 302–07, 364–71, 399–404, 455–57, 474–77, 503–07.
  - Isbell, Harold, tr.. The Last Poets of Imperial Rome. Baltimore: Penguin, 1971.
- Poem on York, Versus de patribus, regibus et sanctis Euboricensis ecclesiae, ed. and tr. Peter Godman, The Bishops, Kings, and Saints of York. Oxford: Clarendon Press, 1982.
- De clade Lindisfarnensis monasterii, "On the destruction of the monastery of Lindisfarne" (Carmen 9, ed. Dümmler, pp. 229–35.)

نوشته‌ها و نامه‌ها
Of Alcuin's letters, just over 310 have survived.
- Epistolae, ed. Ernst Dümmler, MGH Epistolae IV.2. Berlin: Weidmann, 1895. 1–493.
- Jaffé, Philipp, Ernst Dümmler, and W. Wattenbach, eds. Monumenta Alcuiniana. Berlin: Weidmann, 1873. 132–897.
- Chase, Colin, ed. Two Alcuin Letter-books. Toronto: Pontifical Institute of Mediaeval Studies, 1975.
  - Allott, Stephen, tr. Alcuin of York, c. AD 732 to 804. His life and letters. York: William Sessions, 1974.
  - Sturgeon, Thomas G. , tr. The Letters of Alcuin: Part One, the Aachen Period (762–796). Harvard University Ph.D. Thesis, 1953.

کارهای ادبی
- Ars grammatica. PL 101: 854–902.
- De orthographia, ed. H. Keil, Grammatici Latini VII, 1880. 295–312; ed. Sandra Bruni, Alcuino de orthographia. Florence: SISMEL, 1997.
- De dialectica. PL 101: 950–76.
- Disputatio regalis et nobilissimi juvenis Pippini cum Albino scholastico "Dialogue of Pepin, the Most Noble and Royal Youth, with the Teacher Albinus", ed. L.W. Daly and W. Suchier, Altercatio Hadriani Augusti et Epicteti Philosophi. Urbana, IL: University of Illinois Press, 1939. 134–46; ed. Wilhelm Wilmanns, "Disputatio regalis et nobilissimi juvenis Pippini cum Albino scholastico." Zeitschrift für deutsches Altertum 14 (1869): 530–55, 562.
- Disputatio de rhetorica et de virtutibus sapientissimi regis Carli et Albini magistri, ed. and tr. Wilbur Samuel Howell, The Rhetoric of Alcuin and Charlemagne. New York: Russell and Russell, 1965 (1941); ed. C. Halm, Rhetorici Latini Minores. Leipzig: Teubner, 1863. 523–50.
- De virtutibus et vitiis (moral treatise dedicated to Count Wido of Brittany, 799 x 800). PL 101: 613–39 (transcript available online). A new critical edition is being prepared for the Corpus Christianorum, Continuatio Medievalis.
- De animae ratione (ad Eulaliam virginem) (written for Gundrada, Charlemagne's cousin). PL 101: 639–50.
- De Cursu et Saltu Lunae ac Bissexto, astronomical treatise. PL 101: 979–1002.
- (?) Propositiones ad acuendos iuvenes, ed. Menso Folkerts, "Die alteste mathematische Aufgabensammlung in lateinischer Sprache: Die Alkuin zugeschriebenen Propositiones ad acuendos iuvenes; Überlieferung, Inhalt, Kritische Edition," in idem, Essays on Early Medieval Mathematics: The Latin Tradition. Aldershot: Ashgate, 2003.

الهیات
- Compendium in Canticum Canticorum: Alcuino, Commento al Cantico dei cantici – con i commenti anonimi Vox ecclesie e Vox antique ecclesie, ed. Rossana Guglielmetti, Firenze, SISMEL 2004
- Quaestiones in Genesim. PL 100: 515–66.
- De Fide Sanctae Trinitatis et de Incarnatione Christi; Quaestiones de Sancta Trinitate ed. E. Knibbs & E. Ann Matter (Corpus Christianorum – Continuatio Mediaevalis 249: Brepols, 2012)

شرح زندگی اولیاء و مقدسین
- Vita II Vedastis episcopi Atrebatensis. Revision of the earlier Vita Vedastis by Jonas of Bobbio. Patrologia Latina 101: 663–82.
- Vita Richarii confessoris Centulensis. Revision of an earlier anonymous life. MGH Scriptores Rerum Merovingicarum 4: 381–401.
- Vita Willibrordi archiepiscopi Traiectensis, ed. W. Levison, Passiones vitaeque sanctorum aevi Merovingici. MGH Scriptores Rerum Merovingicarum 7: 81–141.